# Szalay József (író)
Szalay József Sándor Imre (Békéscsaba, 1870. február 17. – Szeged, 1937. április 25.) magyar író, könyvgyűjtő, 1915-től Szeged főkapitánya volt.

## Életpályája
Tanulmányait Békéscsabán kezdte és Szatmáron folytatta. Budapesten és Bécsben tanult. 1892-ben Békés vármegye aljegyzője lett. 1894-ben Orosháza szolgabírája lett. Békéscsabáról Orosházára költözött. 1894-ben doktorált. 1902-ben lemondott állásáról, hogy képviselő legyen, ez azonban sikertelen maradt. 1902-ben Orosházáról Hódmezővásárhelyre költözött; Hódmezővásárhely rendőrkapitánya lett. 1908-ban Hódmezővásárhelyről Szegedre helyezték át; itt rendőrfőkapitány-helyettes volt. Felettese Somogyi Szilveszter (1872–1934) főkapitány volt. 1912-ben a Dugonics Társaság tagja lett. 1915-ben Somogyi Szilveszter polgármester lett, így őt főkapitánnyá léptették elő. 1915–1932 között Szeged rendőrfőkapitánya volt. 1917–1937 között a Dugonics Társaság elnöke volt. 1932-ben nyugdíjba vonult. 1935-ben a bölcsészettudományok tiszteletbeli doktora lett.

### Munkássága
Rendőrkapitányként nagy segítséget adott a Tanácsköztársaság bukása után (1919) sokat támadott Juhász Gyula költőnek és Móra Ferencnek, akinek barátja is volt. Irodalmi és újságírói munkássága igen sokrétű. Értékes könyv- és kéziratgyűjteményt hagyott hátra.

## Családja
Szülei Szalay József (1844–1912) földbirtokos és Bagi Ágnes (1846–1929) voltak. Öt testvére született: Gyula, Lajos, Ágnes (Noszlopy Kálmánné), Margit (Jankovich Oszkárné) és Imre. 1897. december 4-én, Orosházán házasságot kötött Fekete Bertával (1871–1937).
Sírja a Szegedi Belvárosi temetőben található, amelyet 2022-ben felújítottak.

## Művei
- Katalógus a Szegedi Műbarátok Köre 1917. évi pünkösdi kiállításához (1917)
- Ugarimádás (népszínmű, Cserzy Mihállyal, 1912; bemutató: Szeged, 1921)
- Ajánlással és kézírással ékes könyvek (1924)
- A könyvről és a könyv szeretetéről (1931)
- A város (1933)
- Móra Ferenc lelki arcképe (Szeged, 1937)
- Dugonics Andrástól Móra Ferencig (Szeged, 1937)

## Díjai
- II. osztályú polgári Hadi Érdemkereszt
- Magyar Háborús Emlékérem kardokkal és sisakkal (1930)